# Paul Latinus
Paul Latinus (14 januari 1950 – 24 april 1984) is de oprichter van de extreemrechtse pseudomilitaire organisatie Westland New Post.

## Biografie
Tot aan de oprichting van de WNP was Latinus een onbekende voor België.
In 1979 richtte hij, samen met een paar mensen uit het Front de la Jeunesse, Westland New Post op, vernoemd naar waar ze het uitvonden; café New Post in Anderlecht. Hij zou het opgericht hebben om de communistische KGB-infiltratie in België uit te schakelen. Zo zat zijn militie onder meer achter de dubbelmoord op het 'communistische' koppel in de Herdersliedstraat. Latinus gaf vaak trainingen aan zijn militie in het Zoniënwoud.
In 1984 kwam Latinus onder vreemde omstandigheden aan zijn einde door ophanging. Tot op heden wordt er nog gediscussieerd of het moord was of een in scène gezette zelfmoord. Latinus was 34 jaar.